# Cirrospilus ingenuus
Cirrospilus ingenuus är en stekelart som beskrevs av Charles Joseph Gahan 1932. Cirrospilus ingenuus ingår i släktet Cirrospilus och familjen finglanssteklar. Inga underarter finns listade i Catalogue of Life.